# Đào tạo thạc sĩ
Đào tạo thạc sĩ  bổ sung và nâng cao những kiến thức đã học ở Đại học cho học viên, hiện đại hóa những kiến thức chuyên ngành, tăng cường kiến thức liên ngành, có đủ năng lực thực hiện công tác chuyên môn và nghiên cứu khoa học trong chuyên ngành đào tạo.

## Đào tạo Thạc sĩ ở Việt Nam
Chương trình đào tạo thạc sĩ ở Việt Nam  phải có khối lượng từ 80 đến 100 đơn vị học trình, trong đó một đơn vị học trình được quy định bằng 15 tiết giảng lý thuyết, 30 đến 45 tiết giảng thực hành, thí nghiệm hoặc thảo luận, 45 đến 60 tiết làm tiểu luận hoặc luận văn để tiếp thu được một đơn vị học trình lý thuyết hoặc thực hành, thí nghiệm,  học viên phải dành ít nhất 30 tiết chuẩn bị.
Chương trình đào tạo thạc sĩ gồm 3 phần:
Phần 1 – Kiến thức chung: gồm các môn Triết học, Ngoại ngữ nhằm trang bị những kiến thức về phương pháp luận và phương tiện giúp học viên học tập các môn ở phần kiến thức cơ sở, chuyên ngành và nghiên cứu thực hiện đề tài luận văn.
Phần 2 – Kiến thức cơ sở và chuyên ngành: gồm những môn học bổ sung và nâng cao kiến thức cơ sở và chuyên ngành, mở rộng và cập nhật kiến thức chuyên ngành kể cả các môn tin học chuyên ngành và phương pháp luận nghiên cứu khoa học của ngành, giúp học viên nắm vững lý thuyết lý luận và năng lực thực hành, khả năng hoạt động thực tiễn để có thể giải quyết những vấn đề chuyên môn. Phần này gồm hai nhóm môn học:
- Nhóm môn học bắt buộc: gồm các môn có nội dung thiết yếu của ngành và chuyên ngành trong đó có một số môn do bộ giáo dục và đào tạo quy định chung cho từng ngành trên cơ sở đề xuất của Hội đồng ngành hoặc chuyên ngành.
- Nhóm môn học lựa chọn (chiếm nhiều nhất 30% khối lượng chương trình đào tạo của phần 2): gồm những môn học nhằm đáp ứng yêu cầu nghề nghiệp khác nhau của người học trong một chuyên ngành. Việc lực chọn môn học thích hợp do học viên đề xuất, có sự hướng dẫn của bộ môn hay giảng viên môn học và phải đảm bảo đủ số học trình quy định.

Phần 3 – Luận văn thạc sĩ: đề tài luận văn thạc sĩ là một vấn đề về khoa học, kỹ thuật hoặc quản lý cụ thể do cơ sở đào tạo giao hoặc do học viên đề xuất, được người hướng dẫn đồng ý và được hội đồng khoa học và đào tạo của khoa và của cơ sở đào tạo chấp nhận.

## Đào tạo Thạc sĩ ở nước ngoài
So với đào tạo Thạc sĩ ở Việt Nam, đào tạo Thạc sĩ ở nước ngoài ít mang tính lý thuyết hơn. Nguyên tắc đào tạo Thạc sĩ là "study và research" trong đó phần nghiên cứu trong các chương trình đào tạo Thạc sĩ nước ngoài chiếm tỉ lệ cao hơn. Đào tạo thạc sĩ ở nước ngoài chỉ có 40-50 tín chỉ ít hơn nhiều số tín chỉ trong các chương trình của Việt Nam (80-100 đơn vị học trình) trong khi đào tạo Thạc sĩ ở Việt Nam là đào tạo ngoài giờ.

## Đào tạo Thạc sĩ liên kết với nước ngoài
Chương trình đào tạo Thạc sĩ trong nước bộc lộ nhiều nhược điểm. Trong khi đó, không phải ai cũng có cơ hội ra nước ngoài du học. Đó là lý do vì sao hiện nay số lượng các chương trình liên kết đào tạo với nước ngoài cho các chương trình sau đại học ngày càng phát triển. Số chuyên ngành đào tạo cũng rất phong phú nhưng những chuyên ngành điển hình như: Quản trị kinh doanh, Tài chính và ngoại thương quốc tế  và Kinh tế.
Các chương trình liên kết đào tạo sau đại học hiện nay thường liên kết với các trường của Mỹ, Anh, Bỉ, Pháp. Một số trường đại học đang được các học viên quan tâm vì chất lượng giáo dục và bằng cấp có giá trị chẳng hạn như: Trường Kinh doanh Solvay, ĐH Tổng hợp Tự do Brussels (ULB), Bỉ; CSU(Columbia South University); Đại Học Leeds Metropolitan -  Anh Quốc; Đại học Gloucestershire - Anh quốc là những trường được đánh giá cao.